# بيت الصايدي (حجة)

تعديل مصدري - تعديل

بيت الصايدي هي إحدى قرى عزلة جبل عيان بمديرية حجة التابعة لمحافظة حجة، بلغ تعداد سكانها 205 نسمة حسب تعداد اليمن لعام 2004.